# Kortlek

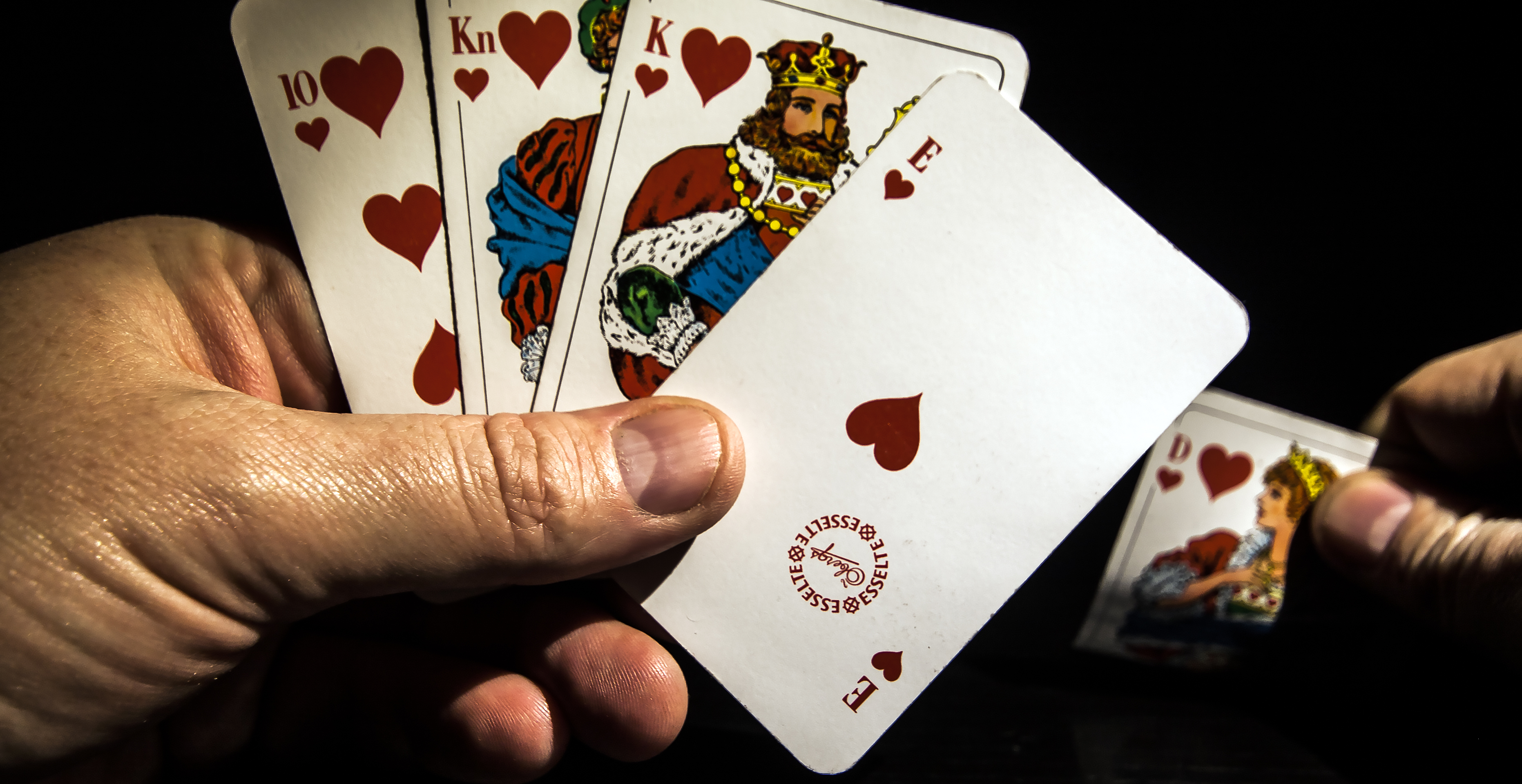
Svensk kortlek.

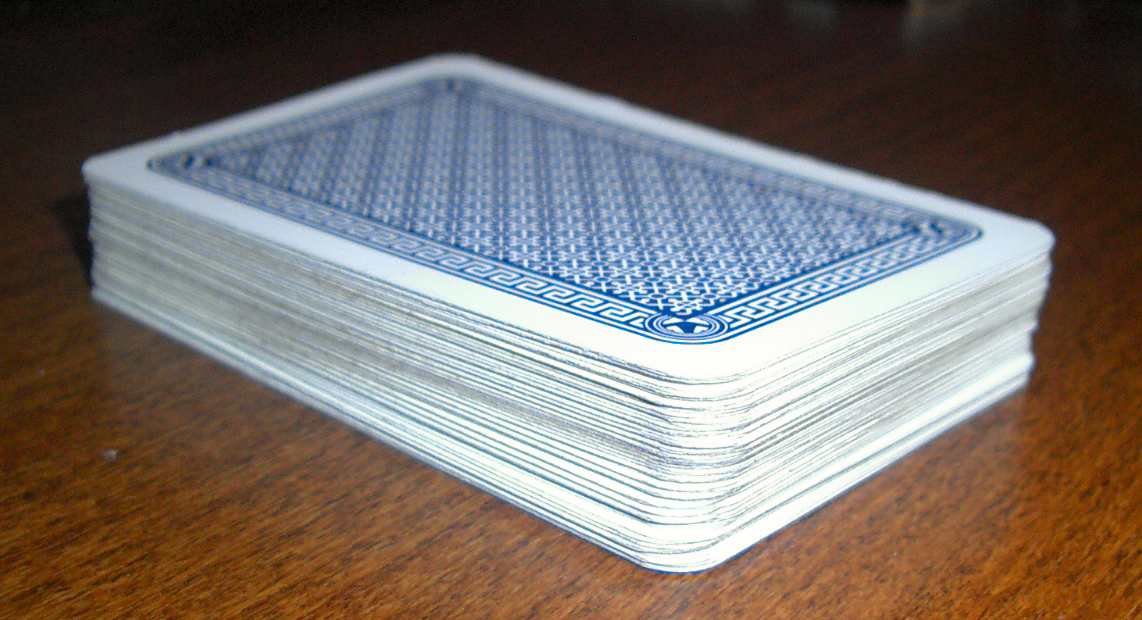
Fransk-engelsk kortlek.

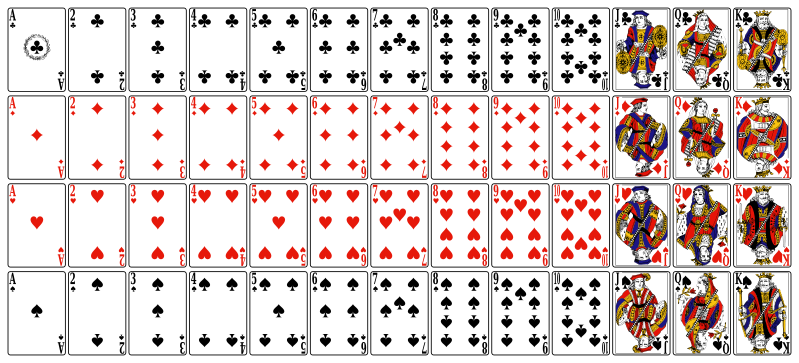
Fransk-Engelsk kortlek, 52 spelkort.

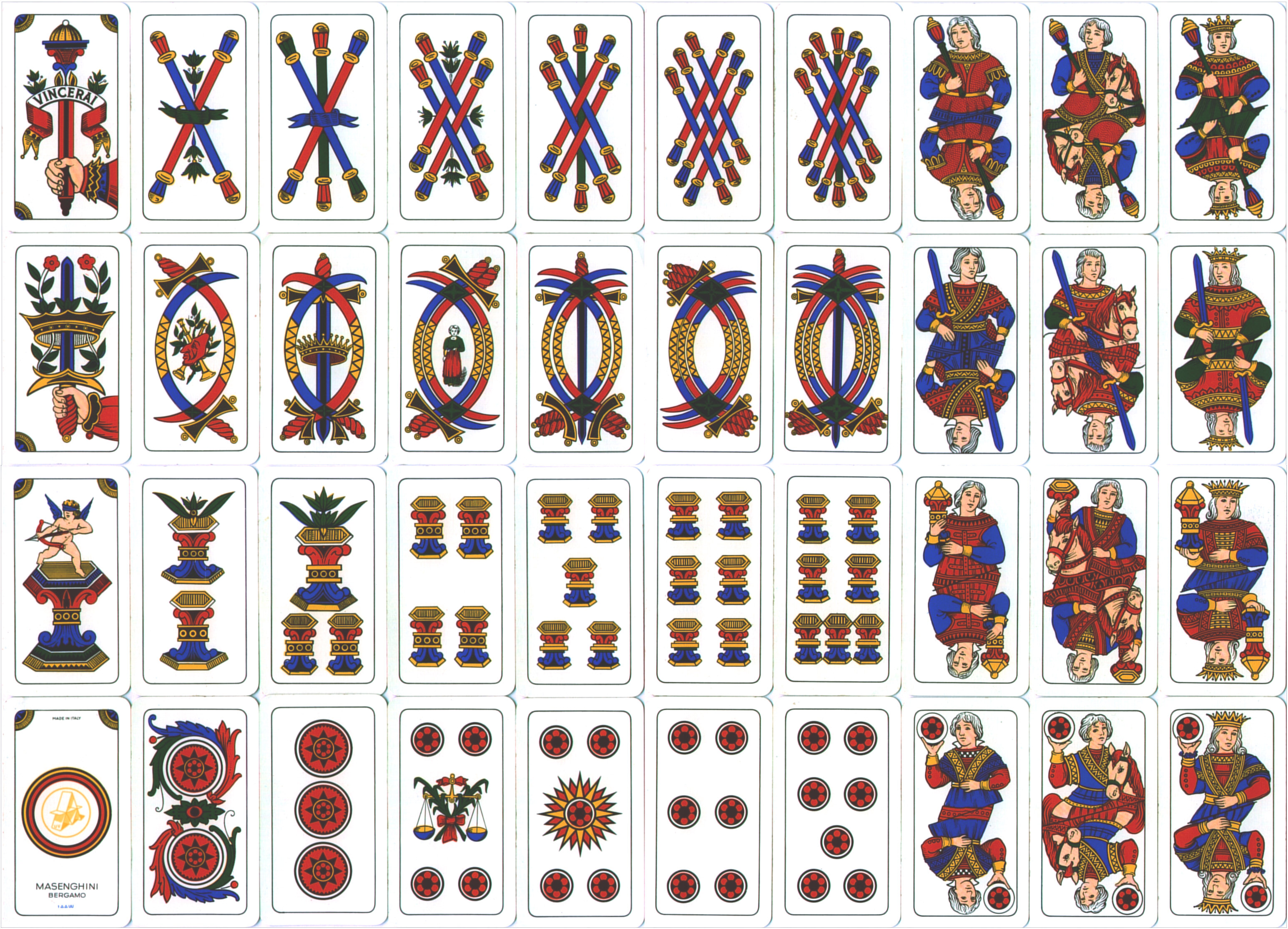
Italiensk kortlek, 40 spelkort.

En kortlek är en uppsättning spelkort som används till att spela kortspel med. Den vanligaste kortleken i Sverige är den fransk-engelska kortleken. Med den spelas de flesta kända kortspel. Det finns också särskilda kortlekar som bara används till vissa spel såsom till exempel UNO. Kortlekar är ett vanligt verktyg för illusionister.
I samlarkortspel samlar man ihop spelkort och bygger en specialgjord kortlek. Exempel på detta är bland annat Magic: The Gathering och Hearthstone: Heroes of Warcraft.

## Fransk-engelsk kortlek
Den fransk-engelska kortleken består av 52 spelkort uppdelade i fyra så kallade färger, även kallade sviter. Varje färg innehåller ett ess, nummerkort från 2 till 10, en knekt, en dam och en kung. Esset var från början bara en etta, därför börjar nummerkorten på 2. Klädda kort (alt. hovkort, bildkort) är en sammanfattande benämning på knektar, damer och kungar. En annan beteckning på dessa kort är målare.

## Kortlekar
- fransk-engelsk kortlek
- tarotkortlek
- killekortlek
- italiensk kortlek
- schweizisk kortlek
- spansk kortlek
- tysk kortlek